# Ytri-Grímsstaðanúpur
Ytri-Grímsstaðanúpur är ett berg i republiken Island. Det ligger i regionen Austurland, 300 km nordost om huvudstaden Reykjavík. Toppen på Ytri-Grímsstaðanúpur är 685 meter över havet, eller 141 meter över den omgivande terrängen. Bredden vid basen är 4,9 km.
Trakten runt Ytri-Grímsstaðanúpur är nära nog obefolkad, med mindre än två invånare per kvadratkilometer. Det finns inga samhällen i närheten. Trakten runt Ytri-Grímsstaðanúpur består i huvudsak av gräsmarker.